# Alag-Erdene, Khövsgöl
Alag-Erdene (tiếng Mông Cổ: Алаг-Эрдэнэ, đá quý rực rỡ) là một sum của tỉnh Khövsgöl tại miền bắc Mông Cổ. Vào năm 2009, dân số của sum là 2.980 người.

## Lịch sử
Sum Alag-Erdene được thành lập, cùng với toàn tỉnh Khövsgöl vào năm 1931. Vào năm 1933, nó có khoảng 3.400 cư dân trong 1006 hộ gia đình, và khoảng 82.000 đầu gia súc. Năm 1942, hai bag được nhập vào Renchinlkhümbe, năm 1952 hai bag khác được nhập vào sum Tünel. Đến năm 1956, ba bag được nhập vào Alag-Erdene từ sum Büren, cùng với negdel Khögjil.

## Địa lý
Sum có diện tích khoảng 4.500 km², 1.460 km² trong đó là rừng và 2.760 km² là đồng cỏ. Trung tâm sum, Mankhan (tiếng Mông Cổ: Манхан) nằm gần con đường từ Mörön đến Khatgal, cách tỉnh lị Mörön 62 km về phía bắc và cách thủ đô Ulaanbaatar 733 km. Hồ Khövsgöl nằm ở phía bắc sum.

### Khí hậu
Khu vực này có khí hậu cận Bắc Cực. Nhiệt độ trung bình hàng năm trong khu vực là 0 °C. Tháng ấm nhất là tháng 7, khi nhiệt độ trung bình là 18 °C và lạnh nhất là tháng 1, với -20 °C.

## Kinh tế
Năm 2004, sum có khoảng 76.000 đầu gia súc, trong đó có 26.000 con cừu, 36.000 con dê, 11.500 bò nhà và bò yak, 6.400 con ngựa và 33 con lạc đà. Trong những năm 1980, các nhà địa chất Liên Xô đã tiến hành các dự án thăm dò quy mô lớn đối với phosphor trong khu vực, nhưng các dự án này đã bị ngừng vào đầu những năm 1990, do cả tình hình chính trị/kinh tế chung sau khi kết thúc Chủ nghĩa xã hội và sự bất mãn của dân số địa phương. Các mặt hàng khác bao gồm than đen, than chì và thạch anh.

## Y tế
Hồ Erkhel là nơi bùng phát dịch cúm gia cầm năm 2005.

## Giao thông
Sân bay Khatgal là sân bay duy nhất tại Alag-Erdene. Sân bay chỉ có các chuyến bay đến Ulaanbaatar vào mùa hè, chủ yếu phục vụ du khách đến hồ Khövsgöl.

## Hành chính
Sum Alag-Erdene được chia thành sáu bag (xã):
- Shuvuut
- Ujig
- Yargis
- Tsagaan Burgas
- Mankhan (trung tâm sum)
- Khatgal